# Vítor Vaqueiro
Vítor Vaqueiro Foxo (Vigo, 1948). Escriptor gallec. Va estudiar ciències químiques a la Universitat de Santiago. Comença a publicar el 1979. Conrea la poesia i la narrativa. El 1984 va rebre el Premi de la Crítica Espanyola en la seva modalitat de poesia per Fraga prateada. Paral·lelament a la seva feina literària ha desplegat un intens treball en el camp de la fotografia, realitzant nombroses exposicions a Galícia, a Portugal i a Bretanya, i també impartint seminaris sobre la matèria. Així mateix, és autor de la Guía da Galiza máxica, mítica e lendaria (1998).
Columnista habitual del setmanari A Nosa Terra, ha publicat articles i entrevistes en diferents revistes i periòdics.